# Skate Kitchen
Skate Kitchen is een Amerikaanse tienerdramafilm uit 2018, geschreven en geregisseerd door Crystal Moselle. Rachelle Vinberg speelt de hoofdrol van Camille, een tienermeisje dat bevriend raakt met een groep vrouwelijke skateboarders in New York. De film is geïnspireerd door de echte groep van vrouwelijke skaters uit New York die zichzelf "Skate Kitchen" noemen. De leden van deze groep spelen fictieve versies van zichzelf.
Moselle besloot een film te maken over de echte leden van het Skate Kitchen-collectief toen ze twee van hen bij toeval ontmoette in een metro, en schreef het script op basis van Vinbergs eigen ervaringen. De meerderheid van de cast waren niet-professionele acteurs, die voorafgaand aan het filmen acht maanden acteer- en improvisatielessen hebben gevolgd. De film is opgenomen op locatie in New York.
Skate Kitchen ging in première op het Sundance Film Festival 2018 en werd op 10 augustus 2018 uitgebracht door Magnolia Pictures . Het bracht $268 000 op in de Verenigde Staten en werd goed ontvangen door critici. Een spin-off serie met de titel Betty, waarin een groot deel van de cast van Skate Kitchen ook meespeelt, ging in première op 1 mei 2020 op HBO.

## Verhaal
Camille is een 18-jarige die in Long Island woont met haar conservatieve alleenstaande moeder. Na een skateboard blessure moet ze van haar moeder beloven om niet meer te skateboarden. Toch is Camille nog steeds gek op skateboarden en als ze ziet dat Skate Kitchen, een collectief van vrouwelijke skaters die ze op Instagram volgt, een meeting houdt in New York, besluit ze te gaan.
Hoewel Camille verlegen is, nemen de leden van Skate Kitchen haar gelijk op in hun midden. Ze zijn opstandiger dan Camille, roken wiet en zijn al seksueel actief. Terwijl Camille tijd met hun doorbrengt, vertelt ze aan haar moeder dat ze in de bibliotheek aan het leren is. Als ze 's avonds een keer echter de trein mist, komt Camille's moeder erachter dat ze eigenlijk aan het skaten was en neemt skateboard in beslag. Camilles nieuwe vrienden helpen haar een nieuw board te bouwen en Janay, een van de meisjes van Skate Kitchen, biedt aan om Camille bij haar te laten wonen. Een paar dagen later wordt de verhuizing definitief na een confrontatie tussen Camille en haar moeder in een skatepark in New York.
Camille vindt een baan bij een supermarkt en begint al haar tijd door te brengen met de Skate Kitchen-crew. Ze brengt ook tijd door met Devon, een skateboarder van een andere groep die ook in de supermarkt werkt, maar komt erachter dat hij en Janay jarenlang een knipperlicht relatie hadden. Wanneer Janay haar enkel verzwikt en enkele weken aan huis gebonden is, begint Camille nog meer tijd door te brengen met Devon en zijn vrienden.
Janay ziet uiteindelijk foto's die Devon heeft gemaakt van Camille op zijn Instagram pagina en confronteert Camille, ervan uitgaande dat ze een seksuele relatie hebben, terwijl dit niet waar is. Camille wordt uit de Skate Kitchen-groep gezet en besluit bij Devon te blijven in een vervallen appartement vol onbeschofte en onaangename mannelijke skaters. Nadat Camille Devon zoent, houdt hij haar tegen en vertelt haar dat hij haar als een jongere zus ziet. Een moedeloze Camille keert terug naar haar moeder, die haar verwelkomt en haar excuses aanbiedt als ze erachter komt dat Camille ruzie heeft met haar nieuwe vrienden. Camille stuurt Skate Kitchen een bericht via Instagram waarin ze zich verontschuldigt voor haar rol in hun ruzie.
In de laatste scène van de film zien we hoe Camille en de rest van Skate Kitchen weer samen door de straten van Manhattan skaten.

## Rolverdeling
| Acteur              | Personage |
| ------------------- | --------- |
| Rachelle Vinberg    | Camille   |
| Dede Lovelace       | Janay     |
| Nina Moran          | Kurt      |
| Kabrina Adams       | Ruby      |
| Ajani Russell       | Indigo    |
| Jules Lorenzo       | Eliza     |
| Brenn Lorenzo       | Quinn     |
| Elizabeth Rodriguez | Renata    |
| Jaden Smith         | Devon     |

## Productie
"Skate Kitchen" is de naam van een echte groep vrouwelijke skateboarders in New York. De naam is een ironische verwijzing naar opmerkingen die gemaakt werden op de YouTube video's van de leden van de groep waarin stond dat vrouwen "in de keuken zouden moeten staan" in plaats van te skateboarden. De groep heeft zeven kernleden - Nina Moran, Rachelle Vinberg, Kabrina Adams, Ajani Russell, Dede Lovelace, en Brenn en Jules Lorenzo - die allemaal in de speelfilm verschijnen. Schrijver-regisseur Crystal Moselle ontmoette Moran en Vinberg in de metro in Brooklyn en vroeg hen of ze erin geïnteresseerd zouden zijn om samen aan een film te werken. In 2016 maakte ze samen een korte film over de groep, That One Day, voor de serie Women's Tales van Miu Miu, een voorloper van de speelfilm.
Moselle wilde oorspronkelijk een documentaire over de groep maken, maar besloot in plaats daarvan een fictief werk te maken waarin de groep als gedramatiseerde versies van zichzelf wordt getoond. Het verhaal was vooral gebaseerd op Vinbergs adolescentie, haar verhuizing naar New York en haar relatie met haar Colombiaanse moeder. Afgezien van Jaden Smith en Elizabeth Rodriguez waren alle hoofdrolspelers in de film niet-professionele acteurs. Moselle bracht acht maanden door met de cast terwijl ze het script ontwikkelden, met een acteercoach werkten, improvisatielessen volgden en scènes repeteerden. Jaden Smith werd gecast nadat hij voorgesteld was door Vinberg nadat Moselle vroeg of een van de leden van Skate Kitchen een professionele acteur kende die ook kon skaten; Smith en Vinberg hadden elkaar eerder ontmoet op Instagram.
De film werd in de zomer op locatie in New York opgenomen met filmlocaties, waaronder het LES Skatepark aan de Lower East Side en een skatepark in Queens. De cameraman was Shabier Kirchner, die de film opnam met een Alexa Mini camera. Sommige opnamen in skate parken werden handheld gefilmd door iemand op een skateboard, terwijl opnamen van skaten op straat werden gefilmd met behulp van een gemotoriseerd skatedeck dat kon rijden met snelheden tot 32 km/u .  Een scène die niet in de uiteindelijke versie van de film is opgenomen, toont 60 skateboarders die van de Lower East Side over de Williamsburg Bridge naar Brooklyn skaten; camera's waren gemonteerd op een riksja en een gemotoriseerd skateboard, en bemanningsleden volgden de actie op rolschaatsen, fietsen en skateboards. Moselle's eerste versie van de film was bijna vijf uur lang. Dit heeft zij later met Nico Leunen teruggebracht tot de uiteindelijke versie van 105 minuten.

## Release
Skate Kitchen ging op 21 januari 2018 in première op het Sundance Film Festival. De Noord-Amerikaanse distributierechten van de film werden in februari 2018 gekocht door Magnolia Pictures, terwijl Modern Films de distributierechten in het VK in april 2018 veiligstelde. De film werd uitgebracht op dvd en Blu-ray op 20 november 2018. 